# 小西湾運動場
小西湾運動場（しょうさいわんうんどうじょう、中国語: 小西灣運動場、英語: Siu Sai Wan Sports Ground）は、香港の小西湾にある多目的スタジアムである。

## 概要
1996年に設立された。収容人数は11,981人。主にサッカーの試合に用いられる。現在、香港ファーストディビジョンリーグに所属する横浜FC香港がホームスタジアムとして使用している。また、サッカー香港女子代表はこのスタジアムをホームスタジアムとして利用している。

## 交通アクセス
香港MTR港島線・柴湾駅より徒歩約20分。

## ギャラリー

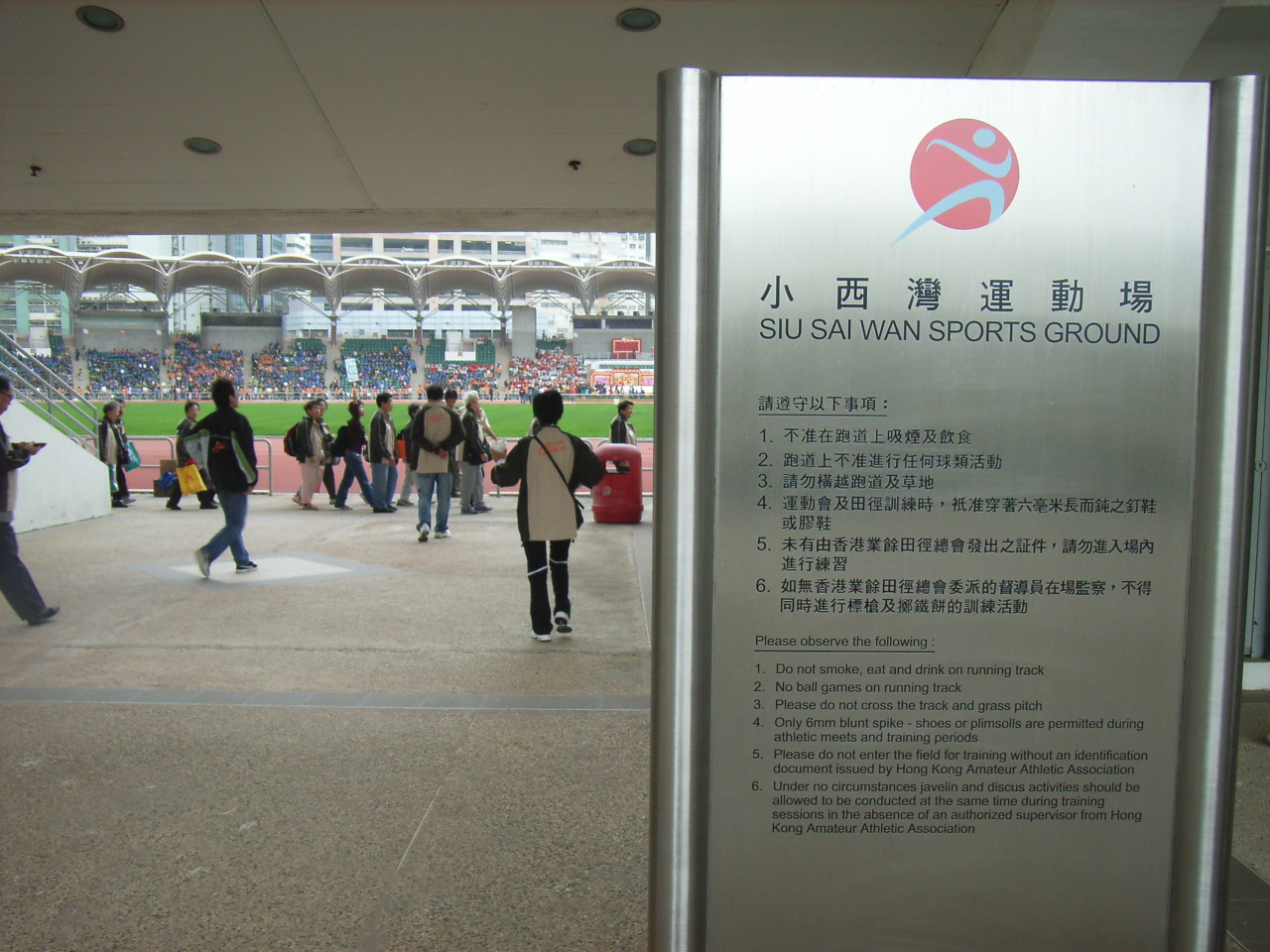
スタジアムの案内板
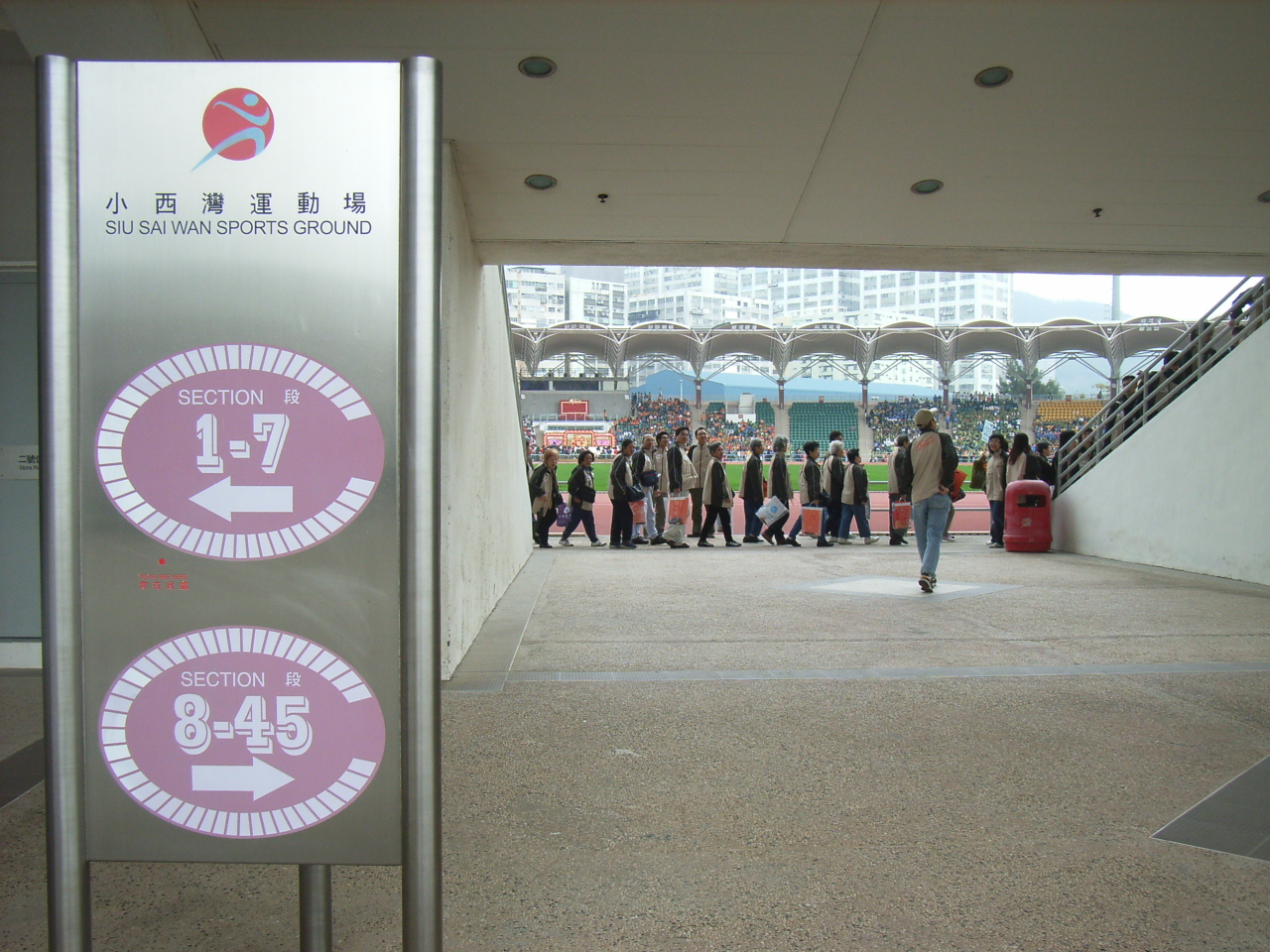
スタジアムの席案内板
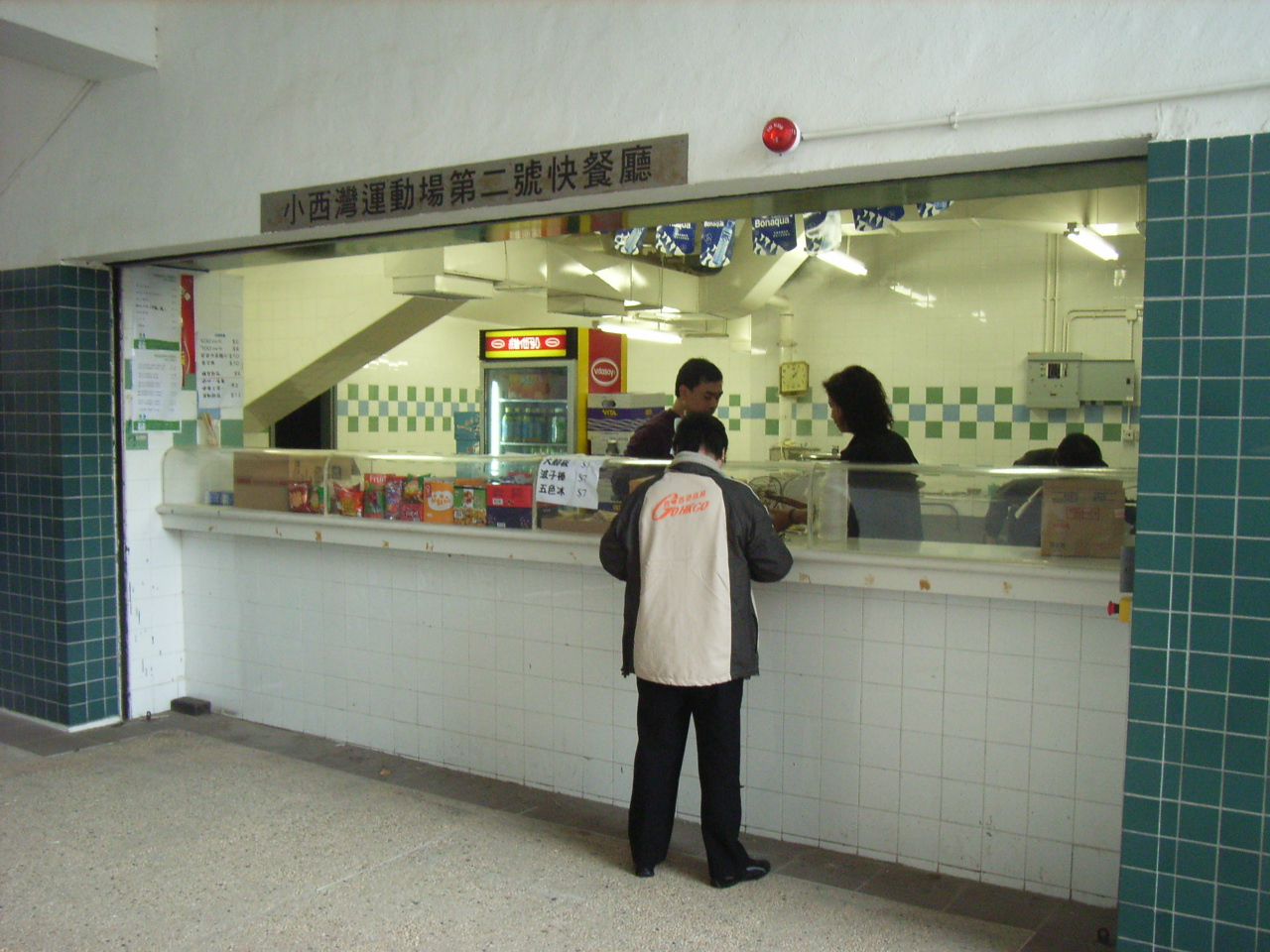
スタジアム内の売店
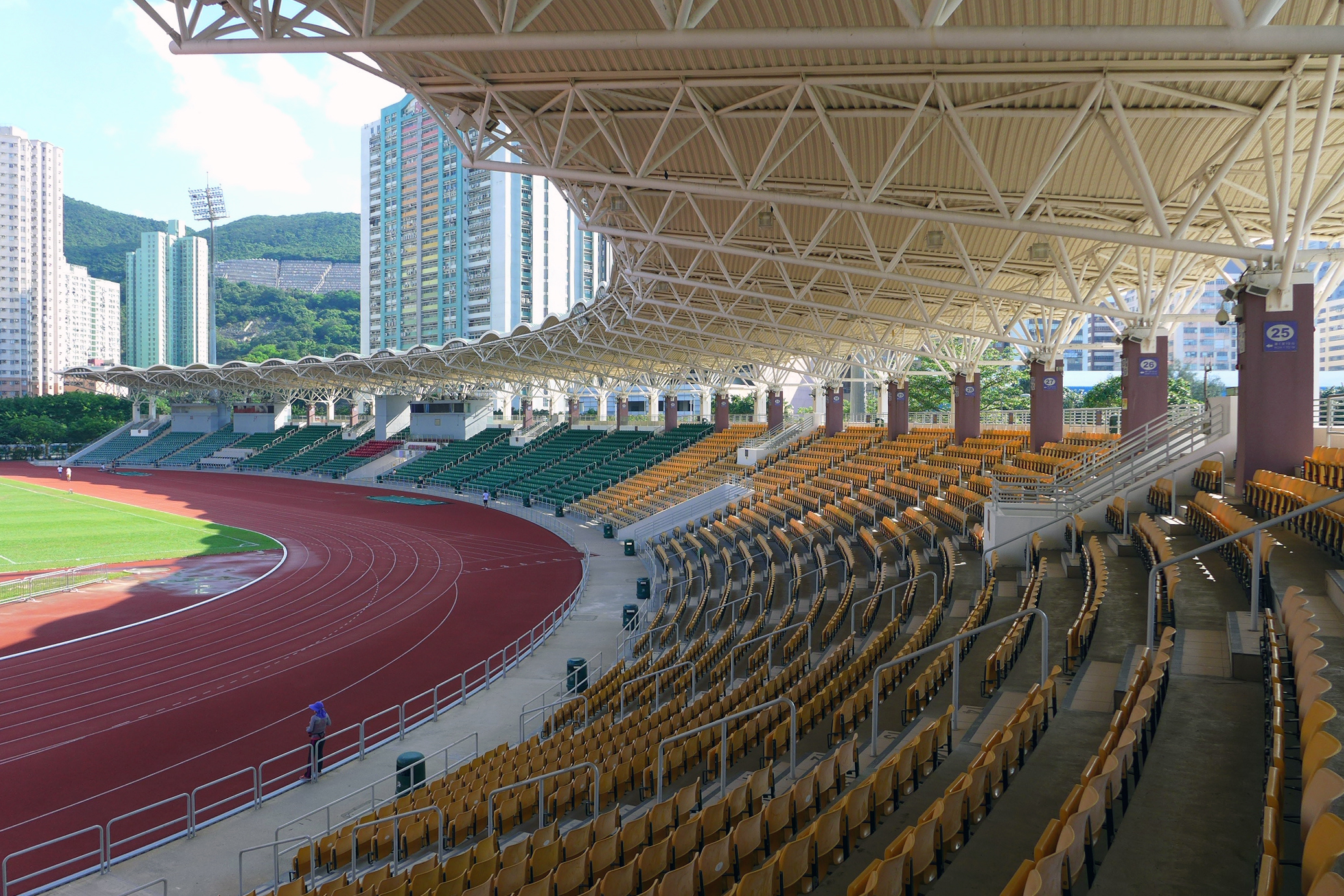
小西湾運動場の座席